# Wojciech Barczewski
Wojciech Barczewski także Barszczewski herbu Samson (zm. 1769) – konfederat barski, miecznik zwinogrodzki, porucznik chorągwi pancernej.

## Życiorys
W 1759 rozgromił hajdamaków pod Pohrebyszczem. W załączniku do depeszy z 2 października 1767 roku do prezydenta Kolegium Spraw Zagranicznych Imperium Rosyjskiego Nikity Panina, poseł rosyjski Nikołaj Repnin określił go jako posła wrogiego realizacji rosyjskich planów na sejmie 1767 roku, poseł województwa bracławskiego na sejm 1767 roku. 4 marca 1768 złożył akces do związku wojskowego konfederacji barskiej Józefa Pułaskiego. W czerwcu 1768 wraz z Kajetanem Giżyckim dowodził obroną Baru.